# Provinz Trujillo
Die Provinz Trujillo liegt in der Region La Libertad im Nordwesten von Peru. Die Provinz wurde im Jahr 1821 gegründet. Sie hat eine Fläche von 1768,65 km². Beim Zensus 2017 lebten 970.016 Menschen in der Provinz. Im Jahr 1993 lag die Einwohnerzahl bei 597.315, im Jahr 2007 bei 811.979. Verwaltungssitz ist die Großstadt Trujillo.

## Geographische Lage
Die Provinz Trujillo erstreckt sich über einen etwa 53 km breiten Küstenabschnitt an der Pazifikküste zentral in der Region La Libertad. Die Provinz reicht bis zu 44 km ins Landesinnere. Der Fluss Río Moche durchfließt die Provinz in südwestlicher Richtung. Nordwestlich und südöstlich des Flusstals erheben sich die Berge der peruanischen Westkordillere. An der Küste liegt der Ballungsraum der Großstadt Trujillo.
Die Provinz Trujillo grenzt im Nordwesten an die Provinz Ascope, im Nordosten an die Provinz Otuzco, im Osten an die Provinz Julcán sowie im Südosten an die Provinz Virú.

## Verwaltungsgliederung
Die Provinz Trujillo gliedert sich in folgende elf Distrikte. Der Distrikt Trujillo ist Sitz der Provinzverwaltung.
| Distrikt             | Verwaltungssitz   |
| -------------------- | ----------------- |
| El Porvenir          | El Porvenir       |
| Florencia de Mora    | Florencia de Mora |
| Huanchaco            | Huanchaco         |
| La Esperanza         | La Esperanza      |
| Laredo               | Laredo            |
| Moche                | Moche             |
| Poroto               | Poroto            |
| Salaverry            | Salaverry         |
| Simbal               | Simbal            |
| Trujillo             | Trujillo          |
| Víctor Larco Herrera | Buenos Aires      |